# Berezovîțea, Talalaiivka
Berezovîțea (în ucraineană Березовиця) este un sat în comuna Lîpove din raionul Talalaiivka, regiunea Cernihiv, Ucraina.

## Demografie
Componența lingvistică a localității Berezovîțea
     Ucraineană (100%)
Conform recensământului din 2001, toată populația localității Berezovîțea era vorbitoare de ucraineană (100%).